# Decorticação
Quadros de trauma, tumores ou de hemorragia que acometam áreas cerebrais localizadas acima do colículo superior no tronco encefálico, de modo a eliminar a influência do córtex sobre os tratos motores, resultam numa condição patológica denominada descorticação.
Nessa condição, é afetado e interrompido o trato motor córtico-espinal, responsável pela flexão dos músculos. Já o trato rubro-espinal, responsável pela flexão dos músculos do membro superior, encontra-se íntegro apesar de ter perdido a conexão com vias ativadoras do córtex. Esse trato também possui conexão com vias ativadoras do cerebelo e por isso ele manterá sua funcionalidade, apesar de que esta se dá de forma anormal devido à perda de vias do córtex.  
Os tratos responsáveis pela extensão dos músculos, tais como os tratos vestíbulo-espinal e retículo-espinal, não terão sua funcionalidade alterada nesse tipo de lesão.
Como o trato flexor córtico-espinal foi afetado, este se tornará inativo levando à extensão dos  membros inferiores do individuo. E, como o trato rubro-espinal apresenta funcionalidade anormal, ocorrerá a flexão dos membros superiores. Essas características motoras dos membros são levadas em conta na avaliação diagnóstica do coma traumático, que é feita através da Escala de Coma de Glasgow. Um individuo que apresente um quadro de decorticação já se encontra em coma grave, porém o prognóstico é mais favorável que a Descerebração podendo evoluir para ela.